# Crise diplomatique du Qatar

Évolution diplomatique après la crise de 2017.
Qatar
Pays qui ont rompu leurs relations avec le Qatar.
Pays qui ont baissé le niveau de leurs relations avec le Qatar.

La crise diplomatique du Qatar est une crise diplomatique opposant du 5 juin 2017 au 5 janvier 2021 le Qatar à l'Arabie saoudite, aux Émirats arabes unis et à plusieurs autres pays musulmans.

## Contexte et prélude
La crise trouve son origine dans une longue rivalité opposant le Qatar à l'Arabie saoudite depuis les années 1990, où l'émirat s'était dégagé de la tutelle saoudienne,,. Cette rivalité s'est accentuée en 2011, au moment du Printemps arabe, au cours duquel le Qatar a appuyé les mouvements liés aux Frères musulmans en Syrie, en Égypte, en Libye et en Tunisie,,,. Ce soutien avait provoqué de fortes tensions avec l'Arabie saoudite et les Émirats arabes unis, très hostiles à la confrérie et qui avaient préféré — à l'exception de la Syrie — soutenir les régimes en place de peur d'être emportés dans la vague de contestation qui secouait alors le monde arabe,,,.
En décembre 2015, des otages qatariens avaient été enlevés en Irak, probablement par des miliciens chiites des Kataeb Hezbollah, liés à l'Iran. Le 21 avril 2017, 26 otages qatariens, dont des membres de la famille royale, sont libérés et remis aux autorités irakiennes après des négociations ayant eu lieu dans le cadre d'un accord plus large, négocié par le Qatar et l'Iran, qui visait également à faire évacuer des localités assiégées en Syrie : Zabadani, Madaya, Foua et Kafraya. Pour favoriser l'accord d'évacuation et la libération des otages, le Qatar aurait payé de fortes sommes à des groupes rebelles et à des milices chiites. Selon le Financial Times, une rançon payée était d'un milliard de dollars, dont une grande partie à l'Iran par le Qatar ainsi qu'au Hayat Tahrir al-Cham, groupe lié à Al-Qaïda. Cette rançon serait l'une des causes majeures de la rupture des relations diplomatiques, les États arabes sunnites estimant que ces paiements étaient en fait un moyen détourné de financement du terrorisme chiite et jihadiste.

## Déroulement

### Éclatement de la crise
La crise trouve son origine dans la publication le 23 mai de propos conciliants attribués à l'émir du Qatar envers l'Iran, le Hamas et le Hezbollah,,,,,,. Qatar News Agency, l'agence de presse officielle du Qatar, cite alors l'émir Tamim ben Hamad Al Thani, qui déclare que « l'Iran constitue une puissance islamique régionale qui ne peut pas être ignorée et il est imprudent de s’y confronter ». Il qualifie aussi les Frères musulmans et le Hezbollah de « mouvements de résistance légitimes » et défend le Hamas. L'émir du Qatar dément rapidement avoir formulé de telles déclarations et l'agence de presse qatarienne affirme que son site a été piraté et que de fausses informations ont été diffusées. Un mois plus tard, dans un article publié le 16 juillet, The Washington Post affirme également que selon des sources au sein des services secrets américains, l'agence de presse du Qatar a été effectivement piratée par les Émirats arabes unis,.
Le 4 juin, plusieurs emails de l’ambassadeur des Émirats arabes unis à Washington, Youssef al Oitaba, sont divulgués à la suite d'un piratage. Ils évoquent, entre autres, les moyens à mettre en place pour rompre les relations entre le Qatar et la diplomatie américaine, ainsi qu’une possible invasion militaire du Qatar.
Mais le 5 juin, l'Arabie saoudite, les Émirats arabes unis, l'Égypte et Bahreïn, suivis ensuite par le gouvernement yéménite d'Abdrabbo Mansour Hadi, le gouvernement libyen de Tobrouk, la Mauritanie, les Maldives, les Comores, annoncent la rupture de leurs relations diplomatiques avec le Qatar, en l'accusant de soutenir pêle-mêle « les Houthis, [...] les Frères musulmans, Daech et Al-Qaïda »,,,,,,,.

### Suites et conséquences
Le Qatar est exclu de la coalition qui mène alors l'opération Restaurer l'espoir au Yémen,. Il est également mis sous quarantaine avec la fermeture des frontières terrestres, aériennes et maritimes,. Plusieurs compagnies aériennes (Etihad, Emirates, flydubai et Air Arabia, ainsi que la Saudia et Gulf Air (Bahreïn)) suspendent leurs vols en direction du Qatar. L'Arabie saoudite annonce la fermeture des bureaux de la chaine Al Jazeera de Riyad.
Les Saoudiens se sentent également renforcés par le soutien du président américain Donald Trump qui s'est rendu dans plusieurs pays du Golfe en mai,,. Le 6 juin, au lendemain du début de la crise, le président américain apporte à nouveau son soutien à l'Arabie saoudite et accuse sur Twitter le Qatar de financer « l'extrémisme religieux ». Embarrassé, le gouvernent américain fait rapidement machine arrière et appelle à une désescalade. Le 9 juin, le président américain et le Secrétaire d'État Rex Tillerson tiennent des discours contradictoires : le premier accusant le Qatar de « financer le terrorisme au plus haut niveau » et déclarant que « les nations se sont unies, et m'ont parlé de confronter le Qatar[...] Nous avions une décision à prendre: est-ce qu'on prend la voie facile ou une action difficile mais nécessaire? Nous devons arrêter le financement du terrorisme » ; tandis que le second appelle à l’allègement du blocus estimant que celui-ci « gêne l'action militaire des États-Unis dans la région et la campagne contre l'État islamique »,. Pourtant le 14 juin, le Qatar signe un contrat d'armement de 12 milliards de dollars avec les États-Unis pour l'achat de F-15 Eagle.
Le 6 juin, le ministère qatarien des Affaires étrangères dénonce une décision « injustifiée » et « sans fondement », avec un « objectif clair : placer le Qatar sous tutelle, ce qui marque une violation de sa souveraineté ». L'émirat est soutenu par la Turquie, le Maroc et le Hamas. Le 7 juin, le Parlement turc approuve le déploiement de militaires au Qatar en vertu de l'accord de défense signé en 2014 avec l'émirat. L'Allemagne appelle aussi à la levée du blocus.
Le 7 juin, la procureure générale des Émirats arabes unis annonce que ceux qui s'expriment sur les réseaux sociaux pour « faire montre de sympathie envers le Qatar ou critiquer les Émirats et les autres États ayant adopté des mesures fermes contre le gouvernement qatarien, encourent entre 3 et 15 ans de prison et une amende d'au moins 500 000 dirhams (environ 120 000 €) ».
Le Tchad rappelle son ambassadeur au Qatar le 8 juin. Le Niger fait de même le 10 juin.
Le 8 juin, le Maroc annonce le maintien de ses cinq liaisons hebdomadaires Casablanca-Doha, malgré la crise diplomatique.
L'émirat étant très dépendant des importations extérieures, la crise inquiète fortement les Qatariens qui se rendent en masse dans les supermarchés. Le gouvernement qatarien affirme cependant disposer d'assez de vivres pour un an.
Le 11 juin, l'Iran annonce l'envoi au Qatar de « cinq avions chargés chacun d'environ 90 tonnes de produits alimentaires », plus « 350 tonnes de produits alimentaires [...] chargés sur trois petits bateaux ».
Le 13 juin, le Maroc annonce également l'envoi d'aide alimentaire au Qatar. Selon le ministère des Affaires étrangères marocain, il s'agit d’un « geste d'entraide entre peuples islamiques » conforme aux « préceptes » de la religion islamique en ce mois de ramadan, mais un geste qui n'a rien à voir avec les « aspects politiques de la crise ». Plusieurs personnalités publiques qatariennes comme Abdellah Ben Hamad Al Athabah, rédacteur de Al Aranb, ou encore Jaber Alharmi, rédacteur en chef du journal qatarien Acharq, ont remercié le Maroc pour son aide.
En Syrie, la crise embarrasse également les groupes rebelles, soutenus à la fois par l'Arabie saoudite et par le Qatar, mais aussi par la Turquie et les Émirats arabes unis, et qui refusent de prendre parti publiquement.
En juin, pour éviter une pénurie de lait, et sur une idée de l'homme d'affaires Moutaz Al Khayyat — le président de l'entreprise Power International Holding — le Qatar décide de faire acheminer 4 000 vaches élevées en Australie et aux États-Unis, transportées par 60 avions de la compagnie Qatar Airways. Le coût de l'opération devrait dépasser les 7 millions d'euros,.
En juin, la Somalie aurait refusé 80 millions de dollars de la part de l’Arabie saoudite, en échange de son soutien au boycott contre le Qatar. Le pays avait en effet annoncé le 7 juin préférer rester neutre. 
Le 23 juin, l'Arabie saoudite, les Émirats arabes unis, l'Égypte, Bahreïn et le Yémen adressent au Qatar, par le biais du Koweït en tant que pays médiateur, une liste de treize conditions à accepter dans les dix jours pour obtenir une sortie de crise. Ils exigent notamment que le Qatar limite ses relations diplomatiques avec l'Iran, expulse tous les membres du Corps des gardiens de la révolution islamique présents sur son sol, ferme sa base militaire turque en cours de construction, rompe ses liens avec des organisations « terroristes » — les Frères musulmans, le Hezbollah, le Hamas, l'État islamique, al-Qaïda, le Front al-Nosra — ferme sa chaîne de télévision al-Jazeera, ainsi que plusieurs sites d'information, et réclament enfin « l'alignement militaire, politique, social et économique avec les pays arabes et les pays du Golfe »,,. Ces réclamations sont jugés « déraisonnables » par le Qatar, qui indique : « Cette liste confirme ce que le Qatar dit depuis le début. Il s’agit d’empiéter sur la souveraineté du Qatar et de s’ingérer dans sa politique étrangère ». Le ministre des Affaires étrangères du Qatar déclare que : « La liste des demandes est condamnée à être rejetée ».
Le 31 juillet, le Qatar dépose plainte auprès de l'Organisation mondiale du commerce (OMC) contre l'Arabie saoudite, Bahreïn et les Émirats arabes unis pour dénoncer le blocus commercial dont il fait l'objet.
Le 1er août, les États-Unis annoncent l'envoi de deux émissaires pour contribuer à résoudre la crise diplomatique.  
Le 2 août, le Qatar annonce la commande de sept navires de guerre à l'Italie pour un montant de cinq milliards d'euros.
Un timide premier signe de détente survient le 16 août, lorsqu'après la réception d'un émissaire qatarien par le prince Mohammed ben Salmane, le roi Salmane autorise l'ouverture de la frontière pour permettre aux Qatariens d'effectuer le Hajj, le pèlerinage à La Mecque. Cependant les pèlerins devront prendre des avions affrétés par les Saoudiens, la compagnie Qatar Airways étant interdite de survol de l’espace aérien saoudien.
Le 19 août, le Qatar annonce avoir porté plainte auprès de l’Organisation de l’aviation civile internationale (OACI) contre la chaîne de télévision saoudienne Al-Arabiya. Celle-ci avait diffusé une vidéo montrant comment l’Arabie saoudite pourrait abattre un avion civil qatarien ayant pénétré dans son espace aérien.  
Le 22 août, Dubai TV fait une fausse annonce concernant des manifestations anti-gouvernementales à Doha, auxquelles la police, appuyée par des militaires turcs, aurait répondu par des gaz lacrymogènes et par l’imposition d’un couvre-feu. Les autorités qatariennes ont démenti ces informations et attribué la diffusion de cette fausse information aux pays responsables du blocus.
Le 4 septembre, l'ancien ambassadeur Bertrand Besancenot est nommé émissaire de la France dans la crise du Golfe.
Le 8 septembre, un faux tweet attribué à l'État islamique explique le soutien actif du Qatar à l'organisation terroriste, et il est repris par de nombreux journalistes en Arabie saoudite. 
Le 9 septembre, l'Arabie saoudite annonce que des contacts encourageants ont été noués entre les deux pays, avec un appel téléphonique entre l'émir du Qatar, Tamim ben Hamad Al Thani et le prince héritier saoudien, Mohammed ben Salmane. Mais quelques heures plus tard, Riyad fait volte-face, rompt à nouveau ses relations avec Doha arguant que le pays aurait « distordu le contenu de la conversation »,.
Le 11 septembre, le ministre des Affaires étrangères du Qatar, cheikh Mohammed bin Abderrahmane Al-Thani, s’exprime lors de la 36e session du Conseil des droits de l’homme des Nations Unies pour dénoncer le caractère « illégal » des mesures prises par l’Arabie saoudite, les Émirats arabes unis et Bahreïn pour isoler le Qatar, et réclamer l’action du Conseil.
Début septembre, la répression s'intensifie en Arabie saoudite avec l'arrestation de plusieurs prédicateurs islamistes, dont Salmân al-'Awdah et Awad al-Qarni, qui avaient appelé à une réconciliation avec le Qatar,.
Le 22 novembre, l'organe de règlement des différends de l'OMC accepte de mettre en place un panel (tribunal d'arbitrage) chargé de se prononcer sur le blocus imposé par les Émirats arabes unis au Qatar.
En décembre 2017, la Banque centrale du Qatar explique qu'elle soupçonne les pays responsables du blocus de vouloir déstabiliser sa monnaie, ses marchés et son économie, et qu'elle lance une enquête afin d'évaluer quelles institutions en seraient responsables.
Le 8 janvier 2018, le Haut-Commissariat des droits de l'homme de l'ONU (HCDDH) remet un rapport d'enquête au Comité national des droits de l'homme du Qatar, à la suite d'une mission qui s’est tenue du 17 au 24 novembre 2017. Ce rapport, intitulé « Rapport sur l’impact de la Crise du Golfe sur les droits de l’homme », met en avant une série d'atteintes aux droits et libertés fondamentales qui ont frappé différents segments de la population au Qatar mais également dans les pays responsables du blocus (instrumentalisation des médias et restrictions de la liberté d’expression, restriction de la liberté de mouvement et de communication avec le Qatar, séparation des familles, impacts sur les droits économique, droits à la santé ou à l’éducation etc.).
Le 5 mars 2018, le Fonds monétaire international (FMI) publie une note indiquant que le blocus n'a eu qu'un « effet transitoire » sur l'économie du Qatar. Si les réserves bancaires ont fondu  — environ 40 milliards de dollars ont été retirés des banques selon le FMI — et que le tourisme a souffert de la crise, « le patient qatarien s’est remis sur pied et ses moteurs économiques ont tenu le coup. La machine à exporter du gaz, principale source de revenus du Qatar, tourne à plein régime, et la banque centrale a puisé dans ses immenses réserves pour soutenir le secteur bancaire qui a fait preuve d’une grande résilience » rapporte France 24 d'après le rapport du FMI. Selon Karim Sader, politologue et consultant, spécialiste des pays du Moyen-Orient et maître de conférence à l’université Saint-Joseph de Beyrouth : « Depuis une vingtaine d’années, le pays cultive un activisme diplomatique basé sur des alliances tous azimuts qui a été pensé pour survivre précisément à ce genre de scénario. [...] La Turquie et l'Iran ont pris le relais pour satisfaire les besoins alimentaires des Qataris. C'est à ça que cela sert d'être copain avec tout le monde ». Pour Karim Sader, l'Arabie saoudite et les Émirats arabes unis ont également « fait preuve d'un grand amateurisme », leurs revendications étant irréalisables et le secteur énergétique n'est pas touché par le blocus, les Émirats arabes unis dépendent du gaz qatari. Pour Gabriel Collins, spécialiste des questions d’énergie au Center for Energy Studies, la crise se révèle être un « échec stratégique pour l'Arabie saoudite », tandis que pour Karim Sader le Qatar a vu « sa légitimité sur le plan national et son influence sur la scène internationale renforcées ».
Fin mai 2018, le conflit Qatar-Arabie Saoudite s’étend officiellement au domaine du football, à travers la demande de la chaine qatarie beIN Sports à la FIFA d’entreprendre une action légale directe contre Arabsat, émetteur de la chaine pirate beoutQ. BeIN Sports est depuis le début de la crise la cible de l’Arabie saoudite : en effet, parmi les mesures du blocus, on retrouve notamment le retrait des licences de la chaine et un embargo sur les décodeurs qataris. En août 2017, la chaîne saoudienne pirate beoutQ était apparue, seulement deux mois après le début de la crise, offrant un accès direct aux programmes de beIN Sports grâce à des décodeurs coûtant 107 dollars. Une enquête montre que le signal pirate est transmis par le fournisseur de satellites Arabsat, basé à Riyad, ce qui est démenti fermement par les autorités saoudiennes et beoutQ qui prétend que ses actionnaires sont cubains et colombiens. Arabsat confirme néanmoins que les programmes pirates sont émis depuis un canal satellite qu’il refuse de fermer, et une mise en demeure réalisée par beIN Sports révèle que l’hébergement du site de la société beoutQ avait été payé par la carte bleue du directeur général de Selevision, une entreprise saoudienne de distribution de contenus vidéos.  Le manque à gagner est très important puisque rien qu’en France, le coût annuel de la grille est estimée à 400 millions d’euros. Le Monde qualifie ce piratage de « hold-up de l’année ». Finalement, les mesures à l’encontre de beIN Sports et le piratage auraient engendré une chute de 17 % d’abonnés et des centaines de millions de dollars de pertes.
Le 11 juin 2018, la Qatar annonce avoir saisi la Cour internationale de justice (CIJ) contre les Émirats arabes unis en raison de « violations des droits de l’Homme liées selon lui à une discrimination contre le Qatar et ses citoyens. ».
Le 27 juin 2018, le Qatar saisit la Cour internationale de justice (CIJ) et lui demande d’ordonner aux Émirats arabes unis « de suspendre et d’abroger immédiatement les mesures discriminatoires actuellement en vigueur […] de condamner publiquement la discrimination raciale à l’égard des Qataris et de les rétablir dans leurs droits ». Le même jour, les Émirats arabes unis, l'Arabie Saoudite, Bahreïn et l'Égypte annoncent avoir décidé de soumettre la question de l'espace aérien souverain des quatre pays arabes au Qatar qui est en cours d'examen à l'OACI à la Cour internationale de justice (CIJ), au motif que l'OACI n'était pas compétente pour examiner ce différend. 
Le 23 juillet 2018, la Cour internationale de justice donne raison  au Qatar dans le conflit qui l’oppose à l’Arabie saoudite et aux Émirats arabes unis. Dans son ordonnance, elle exige des Émirats arabes unis qu’ils respectent les droits des Qataris sur son sol : « Les Émirats arabes unis doivent veiller à ce que soient réunies les familles qataries qui ont été séparées après les mesures restrictives infligées par les Émirats ».

#### Conséquences agricoles
En réaction au blocus de produits alimentaires, le Qatar commence par changer de fournisseurs, en se tournant vers la Turquie, l'Iran et les pays d'Asie. Avant cela, 40 % de son approvisionnement alimentaire provenait de la frontière terrestre avec l'Arabie Saoudite. L'émirat investit 40 milliards de dollars dans son secteur agroalimentaire. La production locale ne couvrait que 1 % des besoins avant le blocus, mais croît fortement après pour produire en 2018 la moitié des besoins dans certains secteurs comme la viande, le poisson ou le lait. Des techniques de pointe comme des serres ou de l'agriculture hydroponique sont utilisées. Cependant, les ressources en eau diminuent en raison de son usage agricole.
Le Qatar vise une autosuffisance alimentaire à 70 % pour 2023.

### Rétablissement progressif des relations diplomatiques et résolution du conflit
Le 21 août 2017, l'ambassadeur sénégalais à Doha est retourné à son poste, après avoir été rappelé dans son pays pour consultation, au début de la crise.
Le 20 février 2018, le Qatar et le Tchad ont décidé de rétablir leurs relations diplomatiques.
Le 4 janvier 2021, à la suite de la médiation du Koweït, l'Arabie saoudite rouvre son espace aérien, ses frontières terrestres et maritimes avec le Qatar, mettant un terme à la crise diplomatique. Le choix des Saoudiens semble dicté par la volonté de l'administration Trump d'isoler toujours plus l'Iran, à qui les Qataris versent 100 millions d'euros par an pour emprunter son espace aérien. Bien que les Qataris n'aient pas cédé aux treize conditions que voulaient imposer les monarchies du Golfe, il est envisagé qu'Al Jazeera modère son ton vis-à-vis de la monarchie saoudienne.